# BAe Sea Skua
Sea Skua är en brittisk sjömålsrobot som är utvecklad att användas från helikoptrar.

## Historia
Roboten började utvecklas 1975 som Projekt CL 834. De första provskjutningarna ägde rum 1979. Trots att roboten inte var helt färdigutvecklad och inget inköpskontrakt ännu var skrivet tog Royal Navy med sig ett antal robotar till Sydatlanten under Falklandskriget 1982 för att bäras av Lynx-helikoptrar. Totalt åtta robotar avfyrades varav tre träffade patrullbåten ARA Alferez Sobral och fyra träffade fraktfartyget Río Carcarañá.
Under Gulfkriget avfyrades 20 Sea Skua-robotar som resulterade i 11 sänkta eller skadade fartyg.